# Lompérd
Lompérd (románul: Zoreni) falu Romániában, Erdélyben, Beszterce-Naszód megyében.

## Fekvése
Kolozsvártól és Mocstól északra fekvő település.

## Története
Lompérd nevét 1329-ben említette először oklevél ad Lumpeyrtholma ... ad montem Lumpeyrthegese
formában.
További névváltozatai: 1429-ben Lomperth, 1461-ben Lomperth de Galacz, 1733-ban Lomperd, 1750-ben Lumpert, 1760–1762-ben Lompérd, 1808-ban Lompérd aliis Lumpérd h., 1861-ben Lumpérd, Lumptyérd, 1888-ban Lompért (Lompért {!}, Lomptyerd), 1913-ban Lompérd.
1344-ben tűnik fel Thomas de Lamperth neve Budatelke és Búza határjárásában hegynevekben. 1344-ben pedig egy oklevélben mint Lompérti nemes szerepel (Gy 3: 362). 1474-ben p. Lompért, 1523-ban  p. Lompért Galaczi és Lompérti ~ Galaczi Lompért-birtok volt.  1510-ben egy idevaló jobbágy neve Joh. Baltazar (1429-től) 1491, 1496-ban Doboka vármegyéhez tartozott. 1462-ben Galac
zi Lőrinc eladta az akkor Kolozs vármegyéhez tartozó Lomperthon, Major Miklós és Balthasar Kenez [!] háza között fekvő prédiumát Ernyei Istvánnak. 1475-ben Galaczi Lompért Mózes Lomperth (Ko vm) birtokbeli részét 16 Ft-on zálogba adta
Galaczi Jánosnak. 1640-ben egy Kolozsmonostoron kelt oklevél szerint Lompérdi István tiszttartó volt az Udvar
ban (Gyalu 45), 1642-ben pedig Lompérdi István jobbágy volt említve.
A trianoni békeszerződés előtt Kolozs vármegye Mezőörményesi járásához tartozott.
1910-ben 653 lakosából 68 magyarnak, 9 németnek, 573 románnak vallorra magát. Ebből 27 római katolikus, 577 görögkatolikus, 25 református volt.

## Források

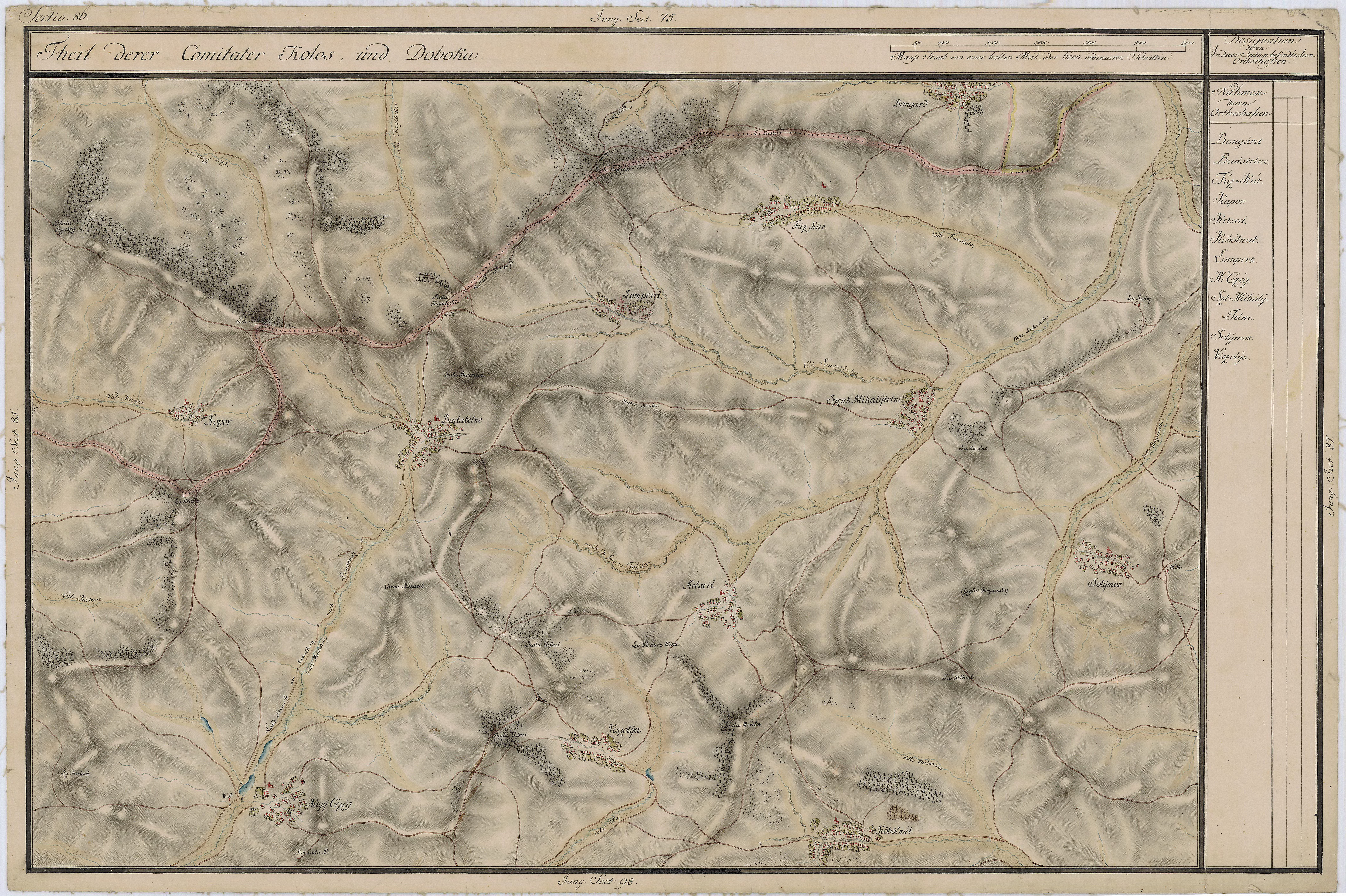
Lompérd és környéke egy régi térképen